# Floyd James Thompson
Pour les articles homonymes, voir Thompson.
Floyd James « Jim » Thompson (né le 8 juillet 1933 à Bergenfield et} à  mort le 16 juillet 2002 à Key West) est un militaire américain.
Officier de l'armée des États-Unis, il a subi la plus longue période en tant que prisonnier de guerre de l'histoire militaire des États-Unis. Thompson a été détenu pendant la guerre du Viêt Nam et a passé plus de neuf ans en captivité dans des camps dans la jungle et les montagnes du Sud Viêt Nam, du Nord Viêt Nam et du Laos.